# Liotrigona nilssoni
Liotrigona nilssoni är en biart som beskrevs av Michener 1990. Liotrigona nilssoni ingår i släktet Liotrigona och familjen långtungebin. Inga underarter finns listade i Catalogue of Life.